# Эспиналл, Нейтан
Нейтан Эспиналл (англ. Nathan Aspinall; род. 15 июля 1991, Стокпорт, Большой Манчестер) — английский профессиональный игрок в дартс, который в настоящее время участвует в турнирах Профессиональной корпорации дартса (PDC). Он выиграл Открытый чемпионат Великобритании 2019 года, закрыв 170 раз в финальном матче против бывшего чемпиона мира Роба Кросса.

## Карьера
Эспиналл начал играть в турнирах PDC Development и Challenge Tour в 2012 году. Его первый выход в полуфинал случился в 2013 году, где он проиграл 4-2 Максу Хоппу. Он получил двухлетнюю карту PDC тура в 2015 году благодаря высокому рейтингу. Он прошёл квалификацию на UK Open, где победил Криса Доби 5-1 и Джеймса Ричардсона 9-4, но затем проиграл 4-9 Джеймсу Уэйду в четвёртом раунде. Первое выступление Эспиналла в европейском туре состоялось на турнире Dutch Darts Masters, где он оказался сильнее Джейми Робинсона и Винсента ван дер Ворта, победив их со счётом 6-5. В третьем раунде Джастин Пайп оказался сильнее Эспиналла со счётом 6-4. Эспиналл выиграл седьмой этап Development Tour 2015 года, победив Бенито ван де Паса со счетом 4-2. Он также проиграл в финале двух других турниров года. Эспиналл впервые появился на телевидении в финале молодёжного чемпионата мира PDC 2015 года, где играл против немца Макса Хоппа. После 10 легов, победителем оказался начинавшей игрок, поединок перешёл в регающей лег, в котором немец совершил брейк и победил англичанина 6-5.
Стюарт Келлетт обыграл Эспиналла 6-5 во втором раунде UK Open 2016. На шестом этапе Players Championship Нейтан дошёл до своего первого четвертьфинала и проиграл 6-5 Винсенту ван дер Ворту. Эспиналл прошёл квалификацию первого для себя турнира Большого шлема в дартсе, но в групповых матчах с Раймондом ван Барневельдом, Менсуром Сулйовичем и Дэнни Ноппертом, проиграл, заняв последнее место в своей группе.
Эспиналл выиграл свой первый рейтинговый титул PDC в сентябре 2018 года, победив Райана Сёрла со счетом 6-4 в финале 18-го этапа Players Championship в Барнсли. Эта победа помогла ему пройти квалификацию на свой первый чемпионат мира 2019 года. Перед чемпионатом победу Эспиналла оценивали коэффициентом 501, однако он победил шестого сеяного Гервина Прайса, Кайла Андерсона, Девона Петерсена и Брендана Долана, но в полуфинале проиграл Майклу Смиту 6-3.
Эспиналл выиграл свой первый крупный турнир PDC на Открытом чемпионате Великобритании в 2019 году, победив Тони Алчинаса, Кристиана Киста, Мадарса Разму, Стива Леннона, Росса Смита и Гервина Прайса, и, наконец, в финале Роба Кросса со счетом 11-5.
Эспиналл выиграл чемпионат US Darts Masters 2019 года, первый турнир World Series of Darts 2019 года. Это был первый турнир Мировой серии для Эспиналла и единственное, в котором он был выбран для участия в сезоне 2019 года.

## Результаты на чемпионатах мира

### PDC
- 2019: Полуфинал (проигрыш Майклу Смиту 3-6)
- 2020: Полуфинал (проигрыш Майклу ван Гервену 3-6)
- 2021: Третий раунд (проигрыш Винсенту ван дер Ворту 2-4)